# Омар Матін
Омар Мір Саддік Матін (нар. 16 листопада 1986 — пом. 12 червня 2016) — масовий вбивця, на рахунку якого щонайменше 49 убитих і 53 поранених осіб під час стрілянини в гей-барі «Пульс». Інцидент в Орландо став наймасовішим за кількістю жертв та збройним нападом у громадських місцях за всю історію США. Представниками силових структур країни щодо Омара були висунуті звинувачення в ісламському фундаменталізмі та зв'язках із ІДІЛ. Зі слів батька загиблого, вбивства були здійснені не на релігійному ґрунті, а з ненависті до геїв. У січні 2017-го також була заарештована його дружина, Нур Салман.